# Saint-Laurent (Creuse)
Saint-Laurent település Franciaországban, Creuse megyében. Lakosainak száma 678 fő (2022. január 1.). Saint-Laurent Ajain, Mazeirat, Pionnat, La Saunière és Sainte-Feyre községekkel határos.

## Népesség
A település népessége az elmúlt években az alábbi módon változott:
| Lakosok száma | 462  | 493  | 478  | 614  | 674  | 686  | 691  | 689  | 693  | 678  |
|               | 1968 | 1982 | 1990 | 2006 | 2013 | 2015 | 2017 | 2019 | 2020 | 2022 |